# Prémios Screen Actors Guild 2011
Os Prêmios Screen Actors Guild 2011 (no original, 17rd Screen Actors Guild Awards) foi o 17.º evento promovido pelo sindicato americano de atores Screen Actors Guild em que foram premiados os melhores atores e atrizes e também elencos em cinema e televisão de 2010.
A cerimônia de entrega dos prêmios realizou-se em 30 de janeiro de 2011 na Shrine Auditorium, em Los Angeles, e foi transmitida em direto pelas cadeias de televisão TNT e TBS. Os nomeados nas diversas categorias foram anunciados a 16 de dezembro de 2010 por Rosario Dawson e Angie Harmon.

## Vencedores e nomeados

### Prémio Screen Actors Guild Life Achievement
- Ernest Borgnine

### Cinema
| Melhor Ator principal Colin Firth – The King's Speech como Rei George VI - Jeff Bridges – True Grit como Reuben "Rooster" Cogburn - Robert Duvall – Get Low como Felix Bush - Jesse Eisenberg – The Social Network como Mark Zuckerberg - James Franco – 127 Hours como Aron Ralston | Melhor Atriz principal Natalie Portman – Black Swan como Nina Sayers/A Rainha dos Cisnes - Annette Bening – The Kids Are All Right como Dr. Nicole "Nic" Allgood - Nicole Kidman – Rabbit Hole como Becca Corbett - Jennifer Lawrence – Winter's Bone como Ree Dolly - Hilary Swank – Conviction como Betty Anne Walters |
| Melhor Ator Coadjuvante/Secundário Christian Bale – The Fighter como Dicky Eklund - John Hawkes – Winter's Bone como Teardrop Dolly - Jeremy Renner – The Town como Jem Coughlin - Mark Ruffalo – The Kids Are All Right como Paul Hatfield - Geoffrey Rush – The King's Speech como Lionel Logue | Melhor Atriz Coadjuvante/Secundária Melissa Leo – The Fighter como Alice Ward - Amy Adams – The Fighter como Charlene Fleming - Helena Bonham Carter – The King's Speech como Isabel Bowes-Lyon - Mila Kunis – Black Swan como Lily/Cisne Negro - Hailee Steinfeld – True Grit como Mattie Ross                          |
| Melhor Elenco The King's Speech – Anthony Andrews, Claire Bloom, Helena Bonham Carter, Jennifer Ehle, Colin Firth, Michael Gambon, Derek Jacobi, Guy Pearce, Geoffrey Rush e Timothy Spall - Black Swan – Natalie Portman, Vincent Cassel, Barbara Hershey, Mila Kunis e Winona Ryder - The Fighter – Amy Adams, Christian Bale, Melissa Leo, Jack McGee e Mark Wahlberg - The Kids Are All Right – Annette Bening, Josh Hutcherson, Julianne Moore, Mark Ruffalo e Mia Wasikowska - The Social Network – Jesse Eisenberg, Andrew Garfield, Armie Hammer, Max Minghella e Justin Timberlake | |
| Melhor Elenco de Dublês Inception - Green Zone - Robin Hood | |

### Televisão
| Melhor Ator em Minissérie ou Telefilme Al Pacino – You Don't Know Jack como Jack Kevorkian - John Goodman – You Don't Know Jack como Neal Nicol - Dennis Quaid – The Special Relationship como Bill Clinton - Édgar Ramírez – Carlos como Carlos, o Chacal - Patrick Stewart – Macbeth como Macbeth | Melhor Atriz em Minissérie ou Telefilme Claire Danes – Temple Grandin como Temple Grandin - Catherine O'Hara – Temple Grandin como Tia Ann - Julia Ormond – Temple Grandin como Eustacia Grandin - Winona Ryder – When Love Is Not Enough: The Lois Wilson Story como Lois Wilson - Susan Sarandon – You Don't Know Jack como Janet Good |
| Melhor Ator em Série Dramática Steve Buscemi – Boardwalk Empire como Nucky Thompson - Bryan Cranston – Breaking Bad como Walter White - Michael C. Hall – Dexter como Dexter Morgan - Jon Hamm – Mad Men como Don Draper - Hugh Laurie – House como Dr. Gregory House | Melhor Atriz em Série Dramática Julianna Margulies – The Good Wife como Alicia Florrick - Glenn Close – Damages como Patty Hewes - Mariska Hargitay – Law & Order: Special Victims Unit como Det. Olivia Benson - Elisabeth Moss – Mad Men como Peggy Olson - Kyra Sedgwick – The Closer como Det. Brenda Leigh Johnson                  |
| Melhor Ator em Série de Comédia Alec Baldwin – 30 Rock como Jack Donaghy - Ty Burrell – Modern Family como Phil Dunphy - Steve Carell – The Office como Michael Scott - Chris Colfer – Glee como Kurt Hummel - Ed O'Neill – Modern Family como Jay Pritchett | Melhor Atriz em Série de Comédia Betty White – Hot in Cleveland como Elka Ostrovsky - Edie Falco – Nurse Jackie como Jackie Peyton - Tina Fey – 30 Rock como Liz Lemon - Jane Lynch – Glee como Sue Sylvester - Sofía Vergara – Modern Family como Gloria Delgado-Pritchett                                                              |
| Melhor Elenco em Série Dramática Boardwalk Empire – Steve Buscemi, Michael Pitt, Kelly Macdonald, Michael Shannon, Shea Whigham, Aleksa Palladino, Michael Stuhlbarg, Stephen Graham, Vincent Piazza, Paz de la Huerta, Michael Kenneth Williams, Gretchen Mol, Paul Sparks, Anthony Laciura, Erik Weiner e Dabney Coleman - The Closer – Kyra Sedgwick, J. K. Simmons, Corey Reynolds, Robert Gossett, G. W. Bailey, Tony Denison, Michael Paul Chan, Raymond Cruz e Jon Tenney - Dexter – Michael C. Hall, Julie Benz, Jennifer Carpenter, C.S. Lee, Lauren Vélez, David Zayas e James Remar - The Good Wife – Julianna Margulies, Josh Charles, Archie Panjabi, Matt Czuchry, Christine Baranski, Chris Noth, Graham Phillips e Alan Cumming - Mad Men – Jon Hamm, Elisabeth Moss, Vincent Kartheiser, January Jones, Christina Hendricks, Jared Harris, Aaron Staton, Rich Sommer, Kiernan Shipka, com Robert Morse e John Slattery                                         | |
| Melhor Elenco em Série de Comédia Modern Family – Ed O'Neill, Sofía Vergara, Julie Bowen, Ty Burrell, Jesse Tyler Ferguson, Eric Stonestreet, Sarah Hyland, Rico Rodriguez, Ariel Winter e Nolan Gould - 30 Rock – Tina Fey, Tracy Morgan, Jane Krakowski, Jack McBrayer, Scott Adsit, Judah Friedlander e Alec Baldwin - Glee – Max Adler, Dianna Agron, Chris Colfer, Jane Lynch, Jayma Mays, Kevin McHale, Lea Michele, Cory Monteith, Heather Morris, Matthew Morrison, Mike O'Malley, Chord Overstreet, Amber Riley, Naya Rivera, Mark Salling, Harry Shum Jr., Iqbal Theba e Jenna Ushkowitz - Hot in Cleveland – Valerie Bertinelli, Jane Leeves, Wendie Malick e Betty White - The Office – Leslie David Baker, Brian Baumgartner, Creed Bratton, Steve Carell, Jenna Fischer, Kate Flannery, Ed Helms, Mindy Kaling, Ellie Kemper, Angela Kinsey, John Krasinski, Paul Lieberstein, B. J. Novak, Oscar Nuñez, Craig Robinson, Phyllis Smith, Rainn Wilson e Zach Woods | |
| Melhor Elenco de Dublês True Blood - Burn Notice - CSI: NY - Dexter - Southland | |

## In Memoriam
Hilary Swank apresentou o segmento "In Memoriam", que presta homenagem à vida e carreira dos importantes atores que morreram em 2010:
- Jill Clayburgh
- Leslie Nielsen
- Lynn Redgrave
- Robert Culp
- Gloria Stuart
- Kevin McCarthy
- John Forsythe
- Anne Francis
- Pernell Roberts
- Harold Gould
- David Nelson
- Frances Reid
- Larry Keith
- Patricia Neal
- Danny Aiello III
- June Havoc
- James MacArthur
- Barbara Billingsley
- Gary Coleman
- Rue McClanahan
- Zelda Rubinstein
- Fred Foy
- Janet MacLachlan
- Fess Parker
- Lena Horne
- Peter Haskell
- Peter Graves
- Dixie Carter
- Tom Bosley
- Kathryn Grayson
- Pete Postlethwaite
- Steve Landesberg
- Eddie Fisher
- Tony Curtis
- Jean Simmons
- Dennis Hopper